# ما دروغگو بودیم
ما دروغ‌گو بودیم (انگلیسی: We Were Liars) کتابی است در حوزه ادبیات داستانی نوجوانان از نویسنده آمریکایی امیلی لاکهارت که در سال ۲۰۱۴ منتشر گردید. در مورد نگاه نوجوانان به رفتار بزرگسالان و پیامدهای رفتار اشتباه آنها می باشد.